# Крюково (Орловская область)
Крюково  — деревня в Колпнянском районе Орловской области. Входит в состав Ахтырского сельского поселения. Население — 10 чел. (2010).

## География
Крюково   находится в юго-восточной части области на Среднерусской возвышенности у реки Гнилуша.
Уличная сеть не развита.
Климат
Климат умеренно континентальный; средняя температура января −8,5 °C, средняя температура июля +18,5 °C. Среднегодовая температура воздуха составляет +4,6 °C. Годовое количество осадков 500-550 мм., в среднем 515 мм.  Количество поступающей солнечной радиации составляет 91-92 ккал/см². По агроклиматическому районированию деревня Крюково, также как и весь  район, относится к южному с коэффициентом увлажнения 1,2-1,3. Преобладают юго-западные ветры.
Часовой пояс
деревня Крюково, как и вся Орловская область, находится в часовой зоне МСК (московское время). Смещение применяемого времени относительно UTC составляет +3:00.

## Население
| 2010 |
| ---- |
| 10   |

Национальный состав
Согласно результатам переписи 2002 года, в национальной структуре населения русские составляли 100 % от общей численности населения в 30  жителей

## Инфраструктура
Личное подсобное хозяйство.

## Транспорт
Просёлочные дороги. 